# Das Herz der Königin
Das Herz der Königin ist ein Film von Carl Froelich aus dem Jahr 1940, der sich mit dem Leben der schottischen Königin Maria Stuart beschäftigt.

## Handlung
Maria Stuart, die Königin von Schottland, wird auf Schloss Fotheringhay von Elisabeth I. von England gefangen gehalten, das Urteil soll in den nächsten Stunden fallen. Am nächsten Tag erfährt sie den Beschluss des Throngerichts, dem auch Königin Elisabeth I. zugestimmt hat: Maria Stuart soll am folgenden Tag durch das Beil sterben. Sie bricht zusammen und erinnert sich an die nun zu ihrem Tod führenden Ereignisse.
Aus Frankreich nach Schottland kommend stößt sie als rechtmäßige Königin der Schotten auf Ablehnung: Ihr Bruder Jacob Stuart, der bis dahin an ihrer statt regiert hat, sieht sie als Frau unfähig das „raue“ und „männliche“ Land Schottland zu regieren und findet, sie hätte lieber im „femininen“ Frankreich bleiben sollen. Die Lords, allen voran Lord Bothwell, stehen Maria Stuart kritisch gegenüber und Johanna Gordon, deren Familie von den Stuarts seit Jahren verfolgt wurde, versucht gleich bei der Ankunft, Maria Stuart mit Wein zu vergiften. Der Kronrat, den Maria Stuart einberuft um erste politische Entscheidungen bekanntzugeben, erscheint nicht – Jacob, der als einziger anwesend ist, zerreißt ihr Entschlusspapier. Lord Bothwell trifft ein, als die Königin wieder allein ist und bedrängt sie, da er sich in sie verliebt habe. Maria Stuart lässt ihn wegen Beleidigung der Königin verhaften, auch wenn sie von seinem Verhalten beeindruckt ist.
Elisabeth I. schickt ihren Vertrauten, den englischen Pair und schottischen Lord Henry Darnley, nach Schottland, um für sie zu spionieren und die Bevölkerung gegen Maria Stuart aufzubringen. Darnley jedoch verliebt sich in Maria Stuart und führt sie sogar zu Lord Bothwells Schloss, wo die schottischen Lords geheim über eine Absetzung der Königin beraten. Maria Stuart wagt sich allein zu der Versammlung und wird gefangen genommen. Nur aufgrund des Schwures, noch am nächsten Tag einen Schotten zu heiraten, wird sie freigelassen. Maria Stuarts Wahl fällt auf Lord Bothwell, den sie immer noch in Gefangenschaft glaubt. Der jedoch ist bereits zusammen mit Johanna Gordon geflohen und hat sie geheiratet – Johanna will Rache an Maria Stuart, Lord Bothwell will die Macht. Das gemeinsame Heer soll Maria Stuart stürzen. Diese ehelicht nun gezwungenermaßen Lord Darnley, bei den Regierungsgeschäften steht ihr jedoch ihr italienischer Sänger David Riccio zur Seite.
Maria Stuart ist inzwischen Mutter des Sohnes Jakob geworden. Lord Darnley zeigt sich empört, als er sich in einem derben Theaterstück von einem Gaukler als weibisch verspottet sieht, und fällt daher leicht auf die Ränke der Lord herein, die Riccio als seinen Nebenbuhler bezeichnen und ihn auch als Vater des Kindes nennen. Lord Darnley lässt Riccio ermorden. Gleichzeitig erscheint die Armee Lord Bothwells, die Maria Stuart „zu ihrem eigenen Schutz“ auf das Schloss Lord Bothwells bringen lässt und provisorisch die Macht im Land übernimmt. Lord Darnley ist derweil an den Pocken erkrankt. Auf Anweisung ihres Geliebten Lord Bothwell lässt Maria Stuart ihren Ehemann nach Edinburgh bringen, wo er bei der Explosion seines Wohnhauses ums Leben kommt.
Elisabeth I. schickt nun ein Heer nach Schottland, vorgeblich um Maria Stuart aus der Gewalt Bothwells zu befreien und ihr selbst ein Exil in England anzubieten. Maria Stuart heiratet währenddessen Lord Bothwell, der sich von Johanna Gordon getrennt hat. Diese erscheint zusammen mit dem englischen Heer unter der Führung Jacob Stuarts zur Hochzeit und übergibt dem Paar geheime Liebesbriefe Maria Stuarts an Lord Bothwell, die vor allem die Königin belasten. Lord Bothwell, der vor der Wahl steht, Maria Stuart beizustehen und zu sterben oder sie zu verleugnen, wendet sich von ihr ab und wird daher wegen Verrats an der Königin zu Tode geschleift. Maria Stuarts Page Olivier wird bei dem Versuch, die Briefe zu verstecken, getötet. Als Jacob Stuart seiner Schwester auch noch ihr Kind nimmt, um es vor Elisabeth I. zu schützen, nimmt Maria Stuart das Angebot der englischen Königin an und geht nach England ins Exil.
Die Rahmenhandlung von Beginn wird wieder aufgenommen. Maria Stuart wird zum Schafott geführt und kniet vor dem Scharfrichter nieder.

## Das Herz als Motiv
Das Motiv des Herzens zieht sich durch den gesamten Film. Der extrem emotionalen Maria Stuart, deren Leben im Film durch Liebe geleitet wird, wird die kalte Elisabeth I. entgegengestellt, die in ihrem Leben offensichtlich jegliche Liebe verdrängt hat. Als Elisabeth I. von der Geburt des schottischen Thronfolgers erfährt, ruft sie aus: „Ich regiere und sie liebt!“; die letzten pathetischen Worte Maria Stuarts im Film sind: „Könige siegen im Leben, die Herzen in der Ewigkeit.“ Maria Stuart wird scheinbar ausschließlich von Emotionen geleitet, so sagt sie: „Mein Herz hat mich verführt, ich bin nur ihm gefolgt.“ Der größte Fehler ihres Lebens, die Heirat mit Lord Darnley, stellt so die Ausnahme dar: „Es geht um die Krone, nicht um Ihr Herz“, so Darnley im Film. Es deutet sich im Laufe der Handlung jedoch an, dass der gemeinsame Sohn ein guter Herrscher sein wird, so sagt eine der Hofdamen um Maria Stuart: „Er wird ein großes Herz haben.“
Auch das im Film gesungene Lied „Wo ist dein Herz“ behandelt das Herz, das sich nach Liebe sehnt („In seiner dunklen Kammer wacht / mein Herz, es schlägt und wartet.“), Liebe findet („Es findet dich und glücklich lacht mein Herz.“) und schließlich bricht („Der Himmel ist nah, die Welt erklingt, / in seinem tiefsten Traum zerspringt / mein Herz, es bricht und wartet.“). Riccio sagt dazu im Film über Maria Stuart: „Sie hüllt ihr Herz in Melodie.“
Auch die zeitgenössische Kritik wählte das Motiv des Herzens, um den Film zu bewerten. In Bezug auf die realistischen, düsteren Kulissen der Schlösser schreibt Theodor Riegler: „In dieser Welt liebt und leidet Maria Stuart, hier verblutet das Herz der Königin. … Man glaubt ihr die rätselhafte Dämonie eines Herzens, das sich aus drängender Lebenssehnsucht in eine tragische Schuld verstrickt.“ Auch wegen des Versuchs, die Ursache der Konflikte zwischen England und Schottland im 16. Jahrhundert ausschließlich in den Liebesbeziehungen Maria Stuarts zu sehen, wurde der Film von der Kritik verrissen. „Der Film war geballter Kitsch“, so Nebendarsteller Will Quadflieg in seiner Autobiografie Wir spielen immer:

## Produktion
Das Herz der Königin wurde von November 1939 bis März 1940 in den Filmstudios Babelsberg gedreht. Die Uraufführung fand am 1. November 1940 im Ufa-Palast in München („Luitpold-Theater“) statt. Der Film hatte dabei von der Zensur am 29. Oktober 1940 keine Jugendfreigabe erhalten. Die Filmprüfstelle verlieh die Prädikate künstlerisch wertvoll und kulturell wertvoll.
Der Film wird von zahlreichen Liedern unterbrochen, die meist von Zarah Leander gesungen werden:
- Ein schwarzer Stein, ein weißer Stein (Zarah Leander)
- Wo ist dein Herz (Zarah Leander)
- Schlummerlied (Zarah Leander)
- Einst kommt zu Dir ein fremder Gast (Zarah Leander, Friedrich Benfer)
- Nur nicht dran denken, nichts soll uns kränken (Erich Ponto)

Die Texte stammen von Harald Braun, die Musik von Theo Mackeben. Das Herz der Königin wurde von Harald Braun 1941 auch als Roman veröffentlicht.

## Kritik
Das Herz der Königin wurde zu seiner Zeit ein Misserfolg und gilt auch heute noch als einer der schwächsten Filme Zarah Leanders. Das Lexikon des internationalen Films kritisierte den Film als Werk „aus der NS-Zeit mit antibritischer Tendenz“. Anhand der kalten Herrscherin Elisabeth I. solle die Geschichte des „britischen Imperialismus“ gezeigt werden und gleichzeitig das Streben nach Weltherrschaft, das Konsequenzen „für alle Erdteile und in allen Jahrhunderten bis zur heutigen Zeit“ hätte.
Zudem wurde die Besetzung Zarah Leanders als Maria Stuart kritisiert. „Zarah Leander als Maria Stuart war schon eine sonderbare Besetzung“, so Will Quadflieg, und das Lexikon des Internationalen Films schreibt: „Die extreme Fehlbesetzung der Hauptrolle mit Zarah Leander (die auch hier nicht auf Chansons verzichten muß) addiert zum Kitsch die unfreiwillige Komik.“ Der Film sei oberflächlich und pseudohistorisch, „in ihren steifen prachtvollen Roben als Maria Stuart konnte sie [Zarah Leander] sich … kaum noch bewegen.“ Gleichzeitig kam Das Herz der Königin der Hauptdarstellerin in einem Aspekt deutlich entgegen: „Keine andere Filmdarstellerin der Ufa konnte so schön leiden wie Zarah.“